# Orly 4 (Orlyval)
Orly 4 est une station de la ligne de métro automatique Orlyval, située dans la commune de Paray-Vieille-Poste sur le territoire de l'aéroport de Paris-Orly.

## Situation
La station est établie en surface au sein de l'aéroport de Paris-Orly au niveau du terminal 4 qu'elle dessert, elle constitue le terminus oriental de la ligne.

## Histoire
Mise en service le 2 octobre 1991 en même temps que la ligne, elle est nommée Orly-Sud jusqu'en 2019 ; elle est rebaptisée Orly 4 dans le cadre de la réorganisation de l'aéroport.

## Services aux voyageurs

### Accès
L'accès se fait par la porte K, zone livraison bagages. Orlyval permet une correspondance gratuite entre Orly 4 et Orly 1, 2, 3.

### Quais
La station a une configuration particulière avec deux quais décalés : le quai de montée est situé sur la section en voie unique, tandis que le quai de descente est placé en amont sur la même voie.

### Intermodalité

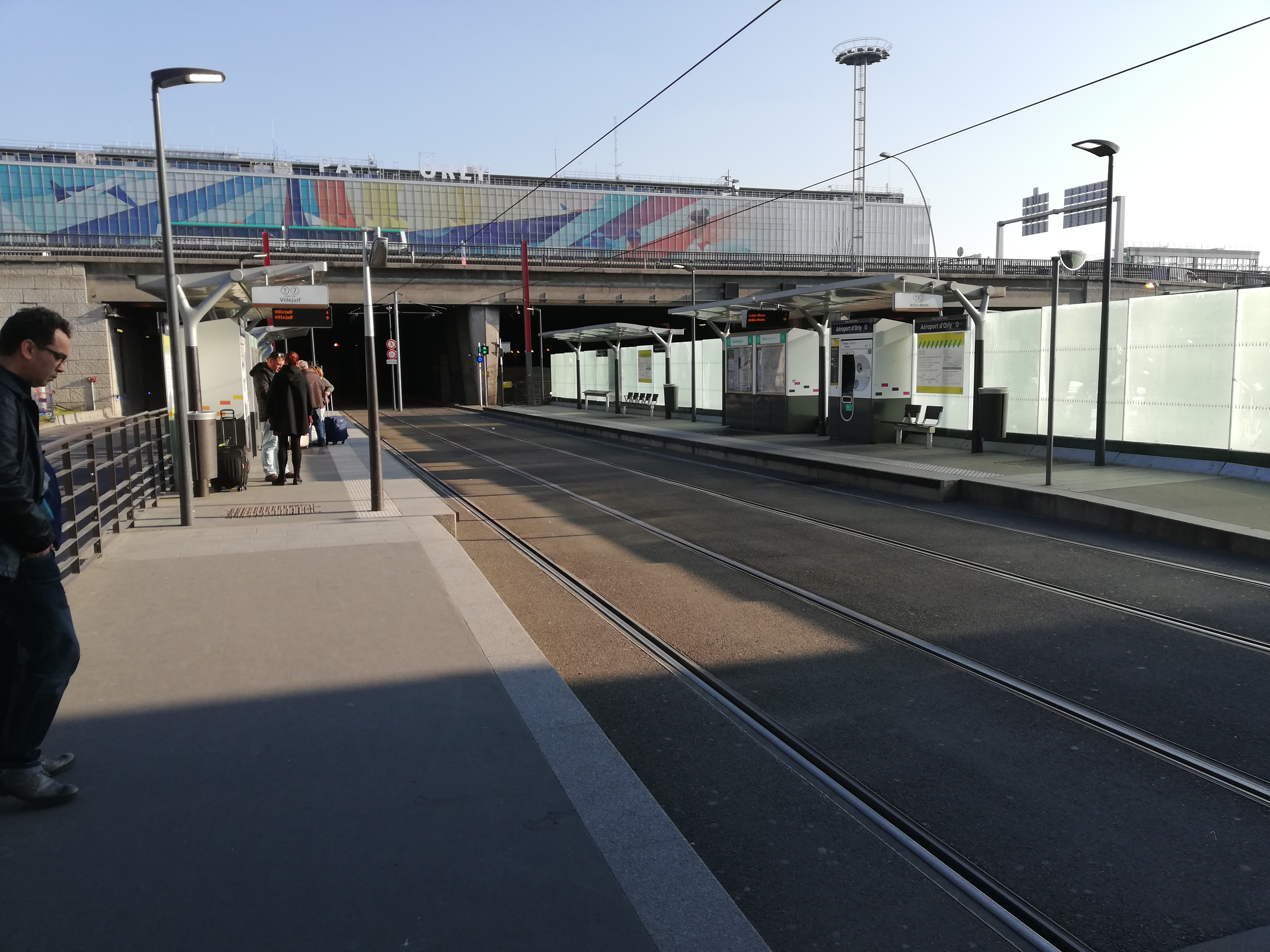
Station de la ligne 7 du tramway. Une rame VAL 206 est visible au-dessus de la station.

La station est en correspondance avec :
- la ligne 14 du métro ;
- la ligne 7 du tramway ;
- la ligne 183 du réseau de bus RATP ;
- la ligne 5154 du réseau de bus Île-de-France Ouest ;
- la ligne Express 191-100 du réseau de bus Val d'Yerres Val de Seine ;
- la ligne 480 du réseau de bus de Seine Grand Orly ;
- la navette Magical Shuttle (tarif spécial) à destination du Parc Disneyland (Paris) ;
- les lignes N22, N31, N131 et N139 du service de bus de nuit Noctilien.

Contrairement à la station du métro automatique Orlyval qui est « hors zone », le tramway, le métro et les bus se situent en zone 4.
Dans le cadre de la réalisation du Grand Paris Express, une nouvelle ligne du futur métro automatique desservira la station en 2027 : la ligne 18. La future station de métro Aéroport d'Orly servira de terminus pour la ligne.

## Projet
À l'horizon 2024, une station de métro doit être créée à l'actuel emplacement du parking P0 de l'aérogare Ouest. Elle sera le terminus des lignes 14 et 18 du métro de Paris.
Un projet de réaménagement d'Orlyval est à l'étude, le métro de la ligne 14 se substituant à la combinaison Orlyval + RER B pour rejoindre Paris.